# Guibemantis pulcher
A Guibemantis pulcher  a kétéltűek (Amphibia) osztályába és  a békák (Anura) rendjébe aranybékafélék (Mantellidae) családjába tartozó faj. 

## Előfordulása
Madagaszkár endemikus faja. A sziget keleti részén, a Marojejy-hegységtől az Andonahela Nemzeti Parkig, a tengerszinttől 1400 m-es magasságig honos.

## Megjelenése

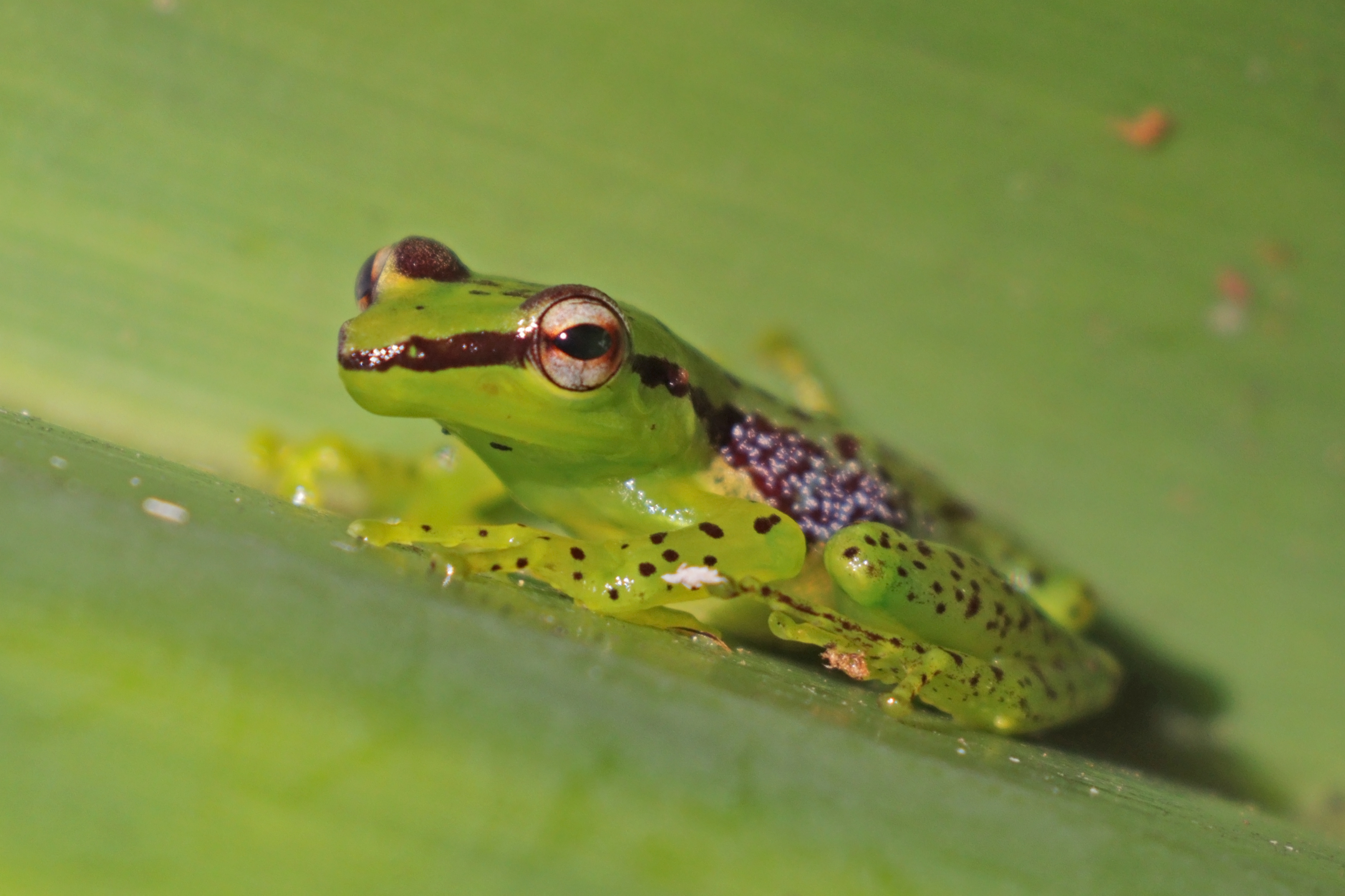
A Ranomafana Nemzeti Parkban

Kis méretű, fán lakó Guibemantis faj. A hímek testhossza 25 mm, a nőstényeké 22–28 mm. Orra csúcsától oldalának közepéig zöldestől ibolya színig terjedő sáv fut. Hasi oldala egységesen világos árnyalatú. Bőre sima. Orrnyílásai közelebb helyezkednek el orrcsúcsához, mint a szemeihez. Hallószerve alig kivehető. Mellső lábán csak kezdetleges úszóhártya található. A hímeknek jól kivehető combmirigyeik vannak.

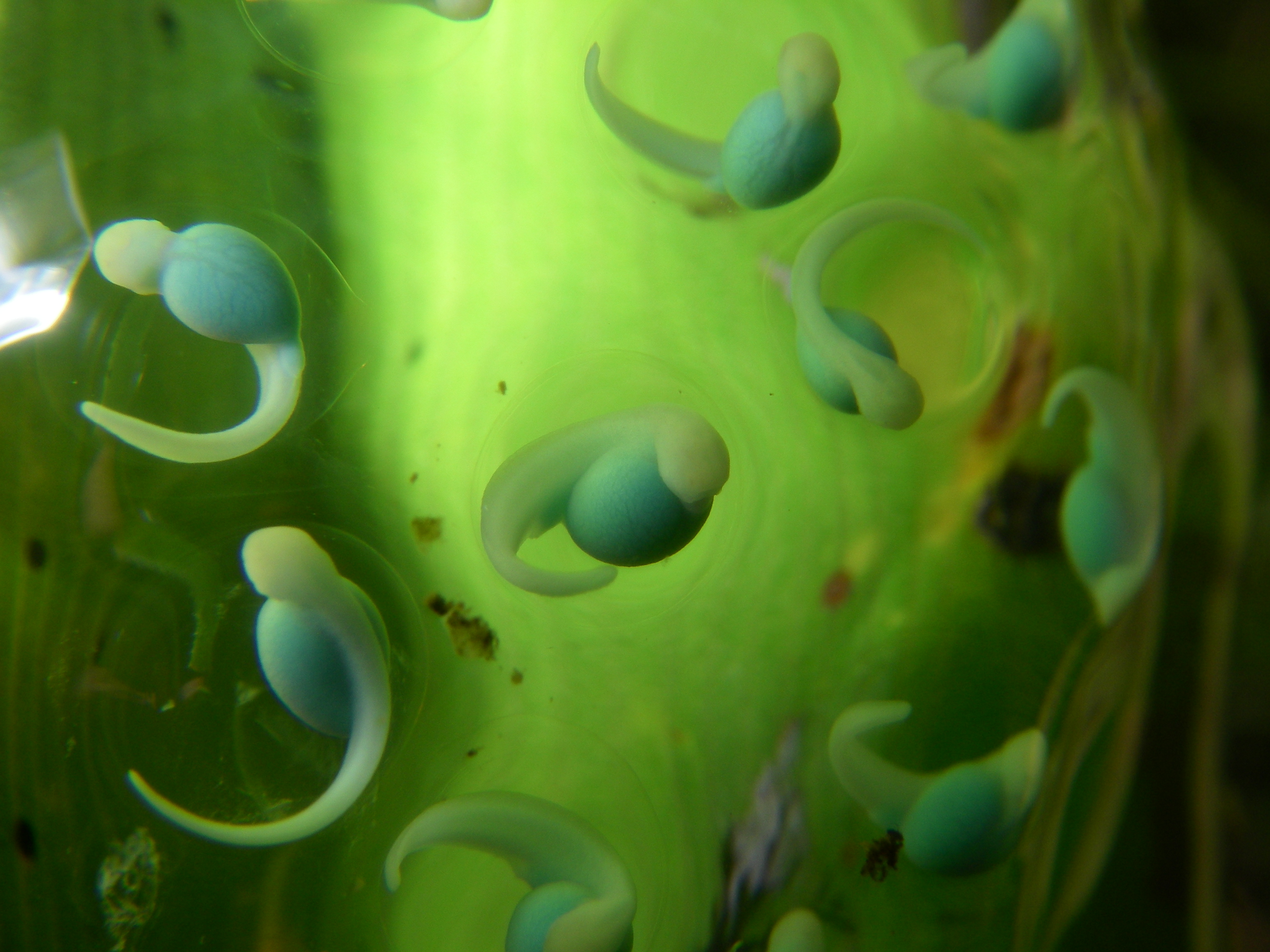
Ebihalak

Petéi türkiz és fekete színűek. Ebihalai nagyon hasonlóak a Guibemantis punctatus fajéhoz, de színezetük eltér, apró zöld pettyek találhatók rajtuk.

## Természetvédelmi helyzete
A vörös lista a nem fenyegetett fajok között tartja nyilván. Számos védett területen megtalálható. Erdei élőhelyének területe csökkenő tendenciát mutat a mezőgazdaság, a fakitermelés, a szénégetés, az invázív eukaliptuszfajok terjeszkedése, a legeltetés és a lakott területek növekedése következtében. Élőhelyét a tetők borításához használt Pandanus levelek gyűjtése is rombolja.